# Град Краљево
Град Краљево је јединица локалне самоуправе у Рашком округу на југозападу Србије. Средиште града као и округа је градско насеље Краљево. Према подацима са последњег пописа 2022. године у граду је живело 110.196 становника.

## Географија
Град Краљево захвата површину од 1.529 km². Налази се на надморској висини 190-208 m, на ушћу Ибра у Западну Мораву, од шумадијских планина (Котленик) до копаоничке групе планина (Жељин, Гоч и Столови). На западу се ослања на планинске делове Старог Влаха (Јелица, Чемерно).
Град Краљево се на северу граничи са општинама Чачак, Кнић, градском општином Пивара Града Крагујевца и Рековац, на истоку са општинама Трстеник, Врњачка Бања и Александровац, на југу са општином Рашка и на западу са општинама Ивањица и Лучани.

## Демографија

### Попис 2002.
Према попису из 2002. године у граду Краљеву живи 121.707 становника, од тога 59.670 мушкараца и 62.037 жена. Просечна старост становника је 40,5 година. У градским насељима живи 51,7% грађана а у приградским насељима живи 48,3% становништва.
- Срби — 117.793
- Црногорци — 1.020
- Роми — 876
- Македонци — 251
- Југословени — 213
- Хрвати — 209
- остали.

### Попис 2011.
Град према попису из 2011. године има 125.488 и углавном је насељен Србима.
| Етнички састав према попису из 2011.‍ | Етнички састав према попису из 2011.‍ | Етнички састав према попису из 2011.‍ | Етнички састав према попису из 2011.‍ | Етнички састав према попису из 2011.‍ |
| ------------------------------------ | ------------------------------------ | ------------------------------------ | ------------------------------------ | ------------------------------------ |
|                                      |                                      |                                      |                                      |                                      |
| Срби                                 | Срби                                 |                                      | 120.267                              | 95,83%                               |
| остали                               | остали                               |                                      | 5.221                                | 4,16%                                |

## Насељена места

### Градска насеља
| - Адрани - Врба - Грдица - Сирча - Жича - Заклопача | - Зеленгора - Јарчујак - Конарево - Матаруге - Матарушка Бања | - Ратина - Рибница - Стара чаршија - Хигијенски завод - Ушће - Центар - Чибуковац |

### Приградска и сеоска насеља
| - Бапско Поље - Баре - Бзовик - Богутовац - Бојанићи - Борово - Брезна - Брезова - Бресник - Буковица - Витановац - Витковац | - Заклопача - Врдила - Врх - Гледић - Годачица - Гокчаница - Дедевци - Долац - Драгосињци - Дражиниће - Дракчићи - Дрлупа | - Ђаково - Закута - Замчање - Засад - Каменица - Камењани - Кованлук - Ковачи - Конарево - Лађевци - Лазац - Лешево | - Лозно - Лопатница - Маглич - Међуречје - Мељаница - Метикош - Милавчићи - Милаковац - Милиће - Милочај - Мланча - Мрсаћ | - Мусина Река - Обрва - Опланићи - Одмење - Орља Глава - Пекчаница - Петропоље - Печеног - Плана - Полумир - Поповићи - Предоле | - Прогорелица - Раваница - Река - Роћевићи - Рудно - Рудњак - Савово - Самаила - Сибница - Станча | - Стубал - Тавник - Тадење - Тепече - Толишница - Трговиште - Ушће - Цветке - Церје - Чукојевац - Чибуковац - Шумарице |

## Знаменитости
- Манастир Жича
- Манастир Студеница
- Маглич

## Галерија
- Град Краљево
- Народни Музеј Краљево
- Историјски архив Краљево
- Долина јоргована, на прузи Краљево-Косовска Митровица, под Средњовековним градом Маглич
- Кружни ток са искључењима за градско насеље, Жички пут, односно Мост Миломира Главчића
- Бедем на десној обали Ибра
- Споменик српским ратницима 1912-1918. у Полумиру